# Waudu
Waudu (Wau'du) ist ein osttimoresischer Ort im Suco Guenu Lai (Verwaltungsamt Cailaco, Gemeinde Bobonaro). Er liegt im Nordosten der Aldeia Biaboro auf einer Meereshöhe von 354 m. Das Dorf befindet sich auf einem Höhenzug, der vom Foho Tirimos (410 m) nach Norden führt. Nach dem Ort Tirimos teilt er sich in zwei Richtungen: Nach Norden zum Dorf Tegal, dem Hauptort des Sucos, und nach Nordosten nach Waudu. Nordöstlich fließt der Fluss Marobo.
In Waudu befindet sich ein Hospital.